# Polonia London Volleyball Club (maschile)
Il Polonia London Volleyball Club è una società pallavolistica maschile inglese con sede a Londra: milita nel campionato inglese di Super 8s.

## Rosa 2017-2018
| N° | Nome                 | Ruolo | Data di nascita   | Nazionalità sportiva |
| -- | -------------------- | ----- | ----------------- | -------------------- |
| 1  | Damian Bykowski      | S/O   | 4 novembre 1998   | Polonia              |
| 2  | Adrian Machowicz     | P     | 19 aprile 1996    | Polonia              |
| 4  | Dorian Poinc         | S     | 23 maggio 1990    | Polonia              |
| 5  | Gvido Pētersons      | S     | 25 febbraio 1997  | Lettonia             |
| 6  | Philip Smith         | S     | 24 gennaio 1986   | Inghilterra          |
| 7  | Robert Nicholson     | C     | 18 gennaio 1990   | Inghilterra          |
| 8  | Tomasz Wysocki       | C     | 30 giugno 1987    | Polonia              |
| 9  | Konstantin Khramtcov | P     | 29 ottobre 1991   | Russia               |
| 10 | Nicolas Bigot        | S     | 28 aprile 1997    | Francia              |
| 11 | Marcel Sivák         | L     | 18 settembre 1982 | Slovacchia           |
| 12 | Derek Guimond        | C     | 16 settembre 1992 | Stati Uniti          |
| 14 | Brendan Chang        | L     | 8 maggio 1994     | Stati Uniti          |
| 16 | Michał Bartoszak     | S/O   | 23 agosto 1993    | Polonia              |
| 17 | Connor Boyle         | C     | 30 luglio 1993    | Scozia               |
| 18 | Vitor de Wanderley   | C     | 11 gennaio 1994   | Brasile              |

## Palmarès
- Campionato inglese: 5

1985-86, 2010-11, 2012-13, 2015-16, 2016-17, 2018-19
- Coppa d'Inghilterra maschile: 2

2015-16, 2016-17
- Nordic Club Championships: 1

2018-19